# Campionati italiani assoluti di scherma del 1906
I Campionati italiani assoluti di scherma del 1906 sono stati organizzati dalla Federazione Italiana Scherma.
Nel fioretto, si è aggiudicato il titolo dei campionati italiani Giulio Cagiati.
Il titolo della spada è andato a Giuseppe Mangiarotti.
Nella sciabola Pietrasanta ha vinto il titolo nazionale maschile.

## Podi

### Uomini
| Specialità  | Oro                   | Argento | Bronzo |
| Individuali |                       |         |        |
| Fioretto    | Giulio Cagiati        | -       | -      |
| Spada       | Giuseppe Mangiarotti  | -       | -      |
| Sciabola    | Francesco Pietrasanta | -       | -      |